# 木村弓美
木村 弓美（きむら ゆみ、1956年4月14日 - ）は、日本の女優。

## 人物・略歴
東京都出身。三人きょうだいの2番目で、兄と弟が居る。東洋女子短期大学卒業。短大卒業後にマキノ雅裕に師事。特技は日舞。
1979年、テレビドラマTBSポーラテレビ小説「からっ風と涙」で、初主演。
その後は、脇役で出演する。

## 出演作品

### テレビドラマ
- 変身忍者 嵐 第28話「殺しにやって来る! 魔女メドーサ!!」（1972年、MBS） - さよ（曲芸師の姉妹）
- 仮面ライダーX 第28話「見よ! Xライダーの大変身!!」（1974年、MBS） - 野中ヨウコ
- ポーラテレビ小説 / からっ風と涙(1979年、TBS) - 上泉伸子
- そば屋梅吉捕物帳 第23話「影の軍団夜を飛ぶ」（1980年、12ch） - 千沙
- 必殺シリーズ (ABC)
  - 必殺仕事人 第68話「願い技奉納絵馬呪い割り」(1980年) - おりん
  - 必殺仕舞人 第8話「坊さんかんざし買うを見た -高知-」(1981年) - お光
- 時代劇スペシャル （CX）
  - 岡っ引どぶ(1)(1981年)
  - 十六文からす堂 初夜は死の匂い(1983年)
- 大江戸捜査網 （TX / 三船プロ）
  - 第498話「姫君七変化道中」（1981年）
  - 第529話「掟に泣く隠密同心」（1982年） - 青柳かよ
  - 第545話「魔の刻参上! 夜の勝負師」（1984年） - お夏
- 長七郎天下ご免! 」第73話「母の祈りの祭り太鼓」（1981年、ANB / 東映）- お幾
- 源九郎旅日記 葵の暴れん坊 第3話「港祭りの闇を斬れ!」（1982年5月22日、ANB） - お春
- 土曜ワイド劇場（ANB）
  - 松本清張の危険な斜面 （1982年）
  - 疑惑の男（1984年）
- ライオン奥様劇場 / おれは亭主だ(1)(1982年、CX)
- 影の軍団III 第22話「地獄から来た赤ん坊」(1982年、KTV)
- 松平右近事件帳（1982年、NTV）
- 大奥 第14話「京より天女が舞い降りた」-第16話「断崖に立つ女」(1983年、KTV) - お保良
- 水戸黄門 (TBS / C.A.L)
  - 第14部 第25話「酒に溺れた黄金の腕・金沢」(1984年4月16日) - おこう
  - 第15部 第20話「謎が渦巻く陰謀の宿・米子」(1985年6月10日) - 寿々
- 花王名人劇場 15年目の指輪（1984年、関西テレビ）
- 特捜最前線 （ANB）
  - 第415話「広域指定117号の女! 」(1985年)
  - 第472話「嘘から出た殺人・結婚詐欺師に愛の手を! 」(1986年)
- 長七郎江戸日記　(NTV)
  - 第32話「とらわれた長七郎」（1984年）- お園
  - 第49話「命、売ります」(1985年) - お道
  - 第77話「とどけ！夫婦囃子」(1985年) - お咲
  - 第116話「天狗におびえる街」(1986年) - 由起
- 気分は名探偵 第15話「お見合いなんて イヤ!!」（1985年、NTV・ユニオン映画） - 神崎妙子
- 影の軍団IV 第16話「女忍者、最後の涙」(1985年、KTV)  - 井上いく
- 私鉄沿線97分署 第38話「パパを恨むな！キャンピング!!」（1985年、テレビ朝日）
- 遠山の金さん (高橋英樹)　（ANB）
  - 第2シリーズ
    - 第1話「お奉行さま! 女の命あずけます!!」(1985年）- おたえ
    - 第28話「よつやこふてらの女!」（1986年）- お浪
- 花王愛の劇場 / 家庭って? (1986年、TBS)
- 火曜サスペンス劇場 / 結婚(1986年、NTV)
- 月曜ワイド劇場 / 美人母娘３人、あゝ華麗なる結婚サギII(1986年、ANB)
- 水曜ドラマスペシャル / 森繁久彌シリーズ おやじのヒゲ(1)(1986年、TBS)
- 京都かるがも病院 / #11 「診断できなかった女の病」(1986年、テレビ朝日)
- 木曜ゴールデンドラマ　（YTV）
  - 「母の叫び」(1986年)
  - 「めぐり愛」(1987年)
- 六本木ダンディーおみやさん 第9話「エリートとの婚約を揺さぶった殺人事件」(1987年、ABC)
- 江戸を斬るVII 第22話「襲われた御用金」（1987年、TBS / C.A.L） - お千代
- 大岡越前 （TBS / C.A.L）
  - 第10部 第8話「医者は悪事の隠れみの」(1988年4月18日) - さよ
  - 第11部 第9話「釣った獲物は千両箱」(1990年6月18日) - おみね
- 続続・三匹が斬る! 第19話「さらば三匹、消えた七番目の隠密」（1990年6月28日、テレビ朝日 / 東映） - おとよ

### バラエティ
- クイズ面白ゼミナール（NHK）

### 映画
- 未亡人ごろしの帝王（1971年）
- ポルノの帝王（1971年）
- 聖獣学園（1974年）

### 舞台
- 春をあしたに
- 一本刀土俵入